# Inestabilidad de flujo

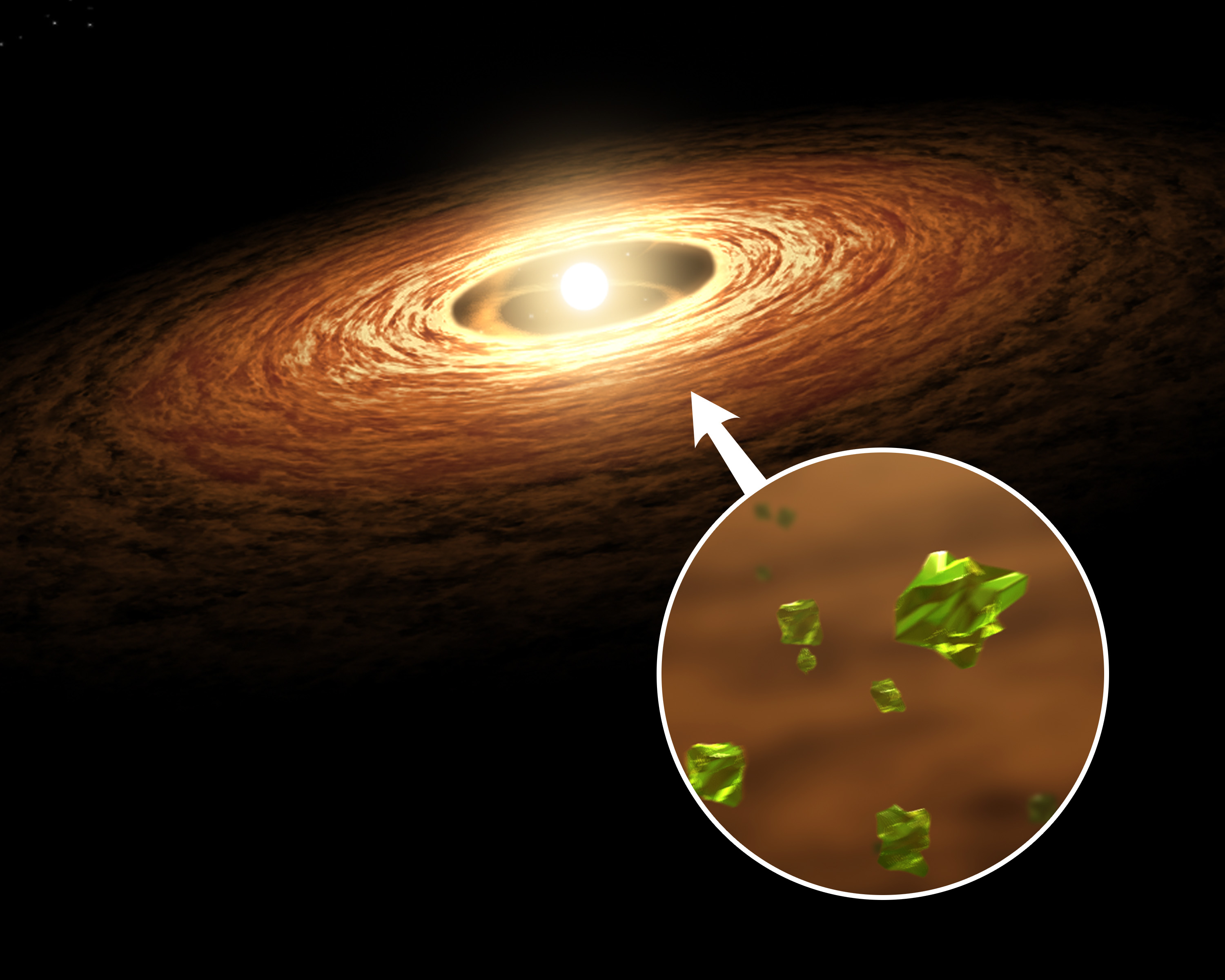
Recreación artística de un disco gaseoso alrededor de una estrella, a partir del que se formarían planetas a partir de la agregación de partículas

En ciencias planetarias, la inestabilidad de flujo es un mecanismo hipotético para la formación de planetesimales, en el que el arrastre que experimentan las partículas sólidas que orbitan en un disco de gas conduce a su concentración espontánea en grupos que pueden colapsar gravitatoriamente.
Pequeñas agrupaciones iniciales de partículas aumentarían la velocidad orbital del gas, ralentizando la deriva radial localmente, lo que llevaría a su crecimiento a medida que se uniesen con partículas aisladas de deriva más rápida. Se formarían filamentos masivos que alcanzarían densidades suficientes como para provocar el colapso gravitacional en planetesimales del tamaño de grandes asteroides, evitando una serie de barreras a los mecanismos de formación tradicionales. La formación de inestabilidades de transmisión requiere sólidos moderadamente acoplados al gas y una relación de sólido a gas local de uno a uno o más. El crecimiento de sólidos lo suficientemente grandes como para acoplarse moderadamente al gas es más probable fuera de la línea de hielo y en regiones con turbulencia limitada. Es necesaria una concentración inicial de sólidos con respecto al gas para suprimir la turbulencia lo suficiente como para permitir que la relación de sólido a gas alcance más de uno en el plano medio. Se ha propuesto una amplia variedad de mecanismos para eliminar selectivamente el gas o concentrar sólidos. En el sistema solar interno, la formación de inestabilidades de flujo requiere una mayor concentración inicial de sólidos o el crecimiento de sólidos más allá del tamaño de los cóndrulos.

## Antecedentes
Se piensa tradicionalmente que los planetesimales y los cuerpos más grandes se han formado a través de una acreción jerárquica. La formación de objetos grandes estaría causada por la colisión y la fusión de pequeños objetos. Este proceso comienza con la colisión de partículas de polvo cósmico debido a que el movimiento browniano produce agregados cohesionados por las fuerzas de Van der Waals. Los agregados se asientan en el plano medio del disco y colisionan debido a la turbulencia del gas, formando guijarros y objetos más grandes. Nuevas colisiones y fusiones eventualmente producen planetesimales de 1 a 10 km de diámetro unidos por autogravedad. El crecimiento de los planetesimales más grandes se acelera, ya que la concentración de masa gravitatoria aumenta su sección transversal efectiva, lo que resulta en una acreción fuera de control que formaría los asteroides más grandes. Más adelante, la dispersión gravitacional de los objetos más grandes excitaría los movimientos relativos del sistema, causando una transición a una acumulación oligárquica más lenta que termina con la formación de embriones planetarios. En el sistema solar exterior, los embriones planetarios crecen lo suficiente como para acumular gas, formando los planetas gigantes. En el sistema solar interior, las órbitas de los embriones planetarios se vuelven inestables, lo que provoca impactos gigantes y la formación de planetas terrestres.
Se han identificado varios obstáculos para este proceso: barreras al crecimiento por colisiones, la deriva radial de sólidos más grandes y la agitación turbulenta de los planetesimales. A medida que una partícula crece, el tiempo requerido para que su movimiento reaccione a los cambios en el movimiento del gas en los remolinos turbulentos aumenta. Los movimientos relativos de las partículas y las velocidades de colisión, por lo tanto, aumentan con la masa de las partículas. Para las rocas de silicatos, las velocidades de colisión aumentadas hacen que los agregados de polvo se compacten en partículas sólidas que rebotan en lugar de pegarse, terminando el crecimiento al tamaño de cóndrulos, aproximadamente de 1 mm de diámetro. Los sólidos helados pueden no verse afectados por la barrera de rebote, pero su crecimiento puede ser detenido en tamaños más grandes debido a la fragmentación a medida que aumentan las velocidades de colisión. La deriva radial es el resultado del soporte de presión del gas, lo que le permite orbitar a una velocidad más lenta que los sólidos. Los sólidos que orbitan a través de este gas pierden momento angular y giran en espiral hacia la estrella central a velocidades que aumentan a medida que crece su tamaño. A 1 UA, esto se traduce en un límite de tamaño próximo a un metro, con la pérdida rápida de objetos grandes en un periodo tan corto como ~ 1000 órbitas, terminando con su vaporización cuando se acercan demasiado cerca de la estrella. A mayores distancias, el crecimiento de cuerpos helados puede verse limitado a tamaños más pequeños cuando sus escalas de tiempo de deriva se vuelven más cortos que sus escalas de tiempo de crecimiento. Las turbulencias en el disco protoplanetario pueden crear fluctuaciones de densidad que ejercen pares de giro en los planetesimales, excitando sus velocidades relativas. Fuera de la zona muerta, las velocidades aleatorias más altas pueden provocar la destrucción de los planetesimales más pequeños y la demora en el inicio del crecimiento desbocado hasta que alcancen un radio de 100nbsp;km.
Existe cierta evidencia de que la formación planetesimal puede haber pasado por alto estas barreras al crecimiento incremental. En el cinturón de asteroides interno, todos los asteroides de bajo albedo que no han sido identificados como parte de una familia colisional tienen un tamaño mayor a 35 km. Se puede reproducir un cambio en la pendiente en los modelos de distribución de tamaños de asteroides a aproximadamente 100 km si el diámetro mínimo de los planetesimales fue de unos 100 km y los asteroides más pequeños fuesen restos de colisiones. Se ha observado un cambio similar en la pendiente de la distribución de tamaños de los objetos del cinturón de Kuiper. También la disminución del número de pequeños cráteres en Plutón se ha citado como evidencia de que los cuerpos del cinturón de Kuiper más grandes se formaron directamente. Además, si los cuerpos del cinturón de Kuiper clásico frío se formaron in situ a partir de un disco de poca masa, como sugiere la presencia de binarios débiles, es poco probable que se hayan formado a través del mecanismo tradicional. La actividad de polvo de cometas indica una baja resistencia a la tracción, que sería el resultado de un proceso de formación suave con colisiones a velocidades de caída libre.

## Descripción
Las inestabilidades de transmisión, descritas por primera vez por Andrew Youdin y Jeremy Goodman, están determinadas por las diferencias en los movimientos del gas y las partículas sólidas en el disco protoplanetario. El gas es más caliente y más denso cerca de la estrella, creando un gradiente de presión que compensa parcialmente la gravedad de la estrella. El soporte parcial del gradiente de presión permite que el gas orbite a aproximadamente 50nbsp;m/s por debajo de la velocidad kepleriana correspondiente a su distancia al Sol. Sin embargo, las partículas sólidas no están soportadas por el gradiente de presión, y orbitarían a velocidades keplerianas en ausencia del gas. La diferencia entre las velocidades se traduce en un viento en contra que hace que las partículas sólidas giren en espiral hacia la estrella central a medida que pierden impulso debido al arrastre del gas. El arrastre también produce un reacción de vuelta en el gas, lo que aumenta su velocidad. Cuando las partículas sólidas se agrupan en el gas, la reacción reduce el viento de frente localmente, lo que permite que el grupo orbite más rápido y experimente una deriva menor hacia adentro. Los agregados a la deriva más lentos son superados por partículas aisladas que también pueden agregarse, aumentando la densidad local y reduciendo aún más la deriva radial, alimentando un crecimiento exponencial de los cúmulos iniciales. En las simulaciones, los cúmulos forman filamentos masivos que pueden crecer o disiparse, y que pueden colisionar y fusionarse o dividirse en múltiples filamentos. La separación de los filamentos promedia 0.2 veces la altura piezométrica del gas, aproximadamente 0.02 UA a la distancia de la banda de asteroides. Las densidades de los filamentos pueden exceder mil veces la densidad del gas, suficiente para desencadenar el colapso gravitacional y la fragmentación de los filamentos en grupos unidos.
Los cúmulos se reducen a medida que la energía se disipa por arrastre del gas y choques inelásticos, lo que lleva a la formación de planetesimales del tamaño de grandes asteroides. Las velocidades de impacto son limitadas durante el colapso de los cúmulos más pequeños que forman asteroides con tamaños de 1 a 10 km, reduciendo la fragmentación de partículas, lo que lleva a la formación de planetesimales condríticos porosos con bajas densidades. El arrastre de gas reduce la caída de las partículas más pequeñas y las colisiones menos frecuentes ralentizan la caída de las partículas más grandes durante este proceso, lo que da como resultado la clasificación de partículas de tamaño mediano, partículas que forman un núcleo poroso y una mezcla de tamaños que forman capas externas más densas. Las velocidades de impacto y la fragmentación de partículas aumentan con la masa de los cúmulos, lo que reduce la porosidad y aumenta la densidad de los objetos más grandes, como asteroides de 100 km formados a partir de una mezcla de rocas y de fragmentos de rocas. Los enjambres colapsables con exceso de momento angular pueden fragmentarse, formando asteroides binarios o en algunos casos objetos internamente similares a los del cinturón de Kuiper. En las simulaciones, la distribución de masa inicial de los planetesimales formados por inestabilidades de transmisión se ajusta a una ley potencial: dn/dM ~ M−1.6, con un gradiente ligeramente mayor que el de los asteroides pequeños, con un límite exponencial en masas más grandes. La acumulación continuada de cóndrulos del disco pudo cambiar la distribución del tamaño de los objetos más grandes hacia la del cinturón de asteroides actual. En el sistema solar exterior, los objetos más grandes pueden seguir creciendo a través de acreción de aerolitos, posiblemente formando el núcleo de los planetas gigantes.

## Requisitos
Las inestabilidades de flujo se forman solo en presencia de rotación y de la deriva radial de sólidos. La fase lineal inicial de una inestabilidad de flujo, comienza con una región transitoria de alta presión dentro del disco protoplanetario. La presión elevada altera el gradiente de presión local que soporta el gas, reduciendo el gradiente en el borde interno de la región y aumentando el gradiente en el borde exterior de la misma. Por lo tanto, el gas debe orbitar más rápido cerca del borde interno y puede orbitar más despacio cerca del borde externo. El efecto Coriolis resultante de estos movimientos relativos supone una presión elevada, creando un equilibrio geostrófico. Los movimientos de los sólidos cerca de las regiones de alta presión son también afectados: en el borde externo los sólidos se enfrentan un viento en contra mayor y experimentan una deriva radial más rápida, mientras que los sólidos en el borde interno se enfrentan a un viento en contra menor y experimentan una deriva radial más lenta. Este desplazamiento radial diferencial produce una acumulación de sólidos en regiones de presión más alta. El arrastre que experimentan los sólidos que se mueven hacia la región también crea una reacción posterior en el gas que refuerza la presión elevada que conduce a un proceso fuera de control. A medida que se transportan más sólidos hacia la región por deriva radial, esto produce una concentración de sólidos suficiente para impulsar el aumento de la velocidad del gas y reducir la deriva radial local de los sólidos que se observan en las inestabilidades de flujo.
Estas inestabilidades de flujo se forman cuando las partículas sólidas están moderadamente acopladas al gas, con número de Stokes de 0.01 a 3; la relación de sólido a gas local es cercana o mayor que 1; y la relación de sólido a gas integrada verticalmente es unas cuantas veces la del Sol. El número de Stokes es una medida de las influencias relativas de la inercia y del arrastre de gas en el movimiento de una partícula. En este contexto, es el producto de la escala de tiempo para el decaimiento exponencial de la velocidad de una partícula debido al arrastre y a la frecuencia angular de su órbita. Las partículas pequeñas como el polvo se acoplan fuertemente y se mueven con el gas, los cuerpos grandes como los planetesimales se acoplan débilmente y la órbita no se ve prácticamente afectada por el gas. Los sólidos moderadamente acoplados, a veces denominados guijarros, varían desde aproximadamente centímetros hasta metros en la distancia del cinturón de asteroides y de un tamaño comprendido entre milímetros y decímetros más allá de 10 UA. Estos objetos orbitan a través del gas como planetesimales pero se ralentizan debido al viento en contra y experimentan una deriva radial significativa. Los sólidos moderadamente acoplados que participan en las inestabilidades de flujo son aquellos afectados dinámicamente por cambios en los movimientos del gas en escalas similares a las del efecto Coriolis, lo que les permite ser capturados por regiones de alta presión en un disco giratorio. Los sólidos moderadamente acoplados también pueden experimentar la influencia del movimiento del gas. Si la relación sólido/gas local es cercana o superior a 1, esta influencia es lo suficientemente fuerte como para reforzar las regiones de alta presión y aumentar la velocidad orbital del gas y ralentizar la deriva radial. Alcanzar y mantener este plano local a medio camino entre un sólido y un gas requiere una relación promedio de sólido a gas en una sección transversal vertical del disco que es un par de veces la solar. Cuando la relación promedio de sólido a gas es aproximadamente de 0.01, la estimada a partir de las mediciones del sistema solar actual, las turbulencias en el medio generan un plano con un patrón ondulado que incrementa la capa de sólidos del plano medio. Esto reduce la relación de sólido a gas en el plano medio a menos de 1, suprimiendo la formación de grumos densos. A mayores relaciones promedio de sólido a gas, la masa de sólidos amortigua esta turbulencia, permitiendo que se forme una delgada capa de sólidos en el centro. Las estrellas con mayor metalicidad tienen más probabilidades de alcanzar la proporción mínima de sólido a gas, lo que las convierte en ubicaciones favorables para planetesimales y planetas.
Se puede alcanzar una relación promedio sólido/gas alta debido a la pérdida de gas o por la concentración de sólidos. El gas puede perderse selectivamente debido a la fotoevaporación en la época tardía del disco de gas, lo que hace que los sólidos se concentren en un anillo en el borde de una cavidad que se forma en el disco de gas, aunque la masa de planetesimales que se forma puede ser demasiado pequeña para producir planetas. La relación de sólido a gas también puede aumentar en el disco externo debido a la fotoevaporación, pero en la región de los planetas gigantes la formación planetesimal resultante puede ser demasiado tardía como para producir planetas gigantes. Si el campo magnético del disco está alineado con su momento angular, el efecto Hall aumenta su viscosidad, lo que puede provocar un agotamiento más rápido del disco interno de gas. Puede producirse una gran cantidad de sólidos en el disco interno debido a las velocidades más lentas de deriva radial a medida que las cifras de Stoke disminuyen al aumentar las densidades del gas. Este apilamiento radial se refuerza a medida que la velocidad del gas aumenta con la densidad superficial del Sol. De igual forma, podría dar como resultado la formación de bandas de planetesimales que se extendiesen desde líneas de sublimación hacia los bordes exteriores bien delimitados donde las relaciones de sólido a gas alcanzan valores críticos. Para algunos rangos de tamaño de partícula y viscosidad del gas puede producirse un flujo de gas hacia afuera, reduciendo su densidad y aumentando aún más la proporción de sólido a gas. El apilamiento radial puede estar limitado debido a una reducción en la densidad del gas a medida que evoluciona el disco. Sin embargo, escalas de tiempo de crecimiento más cortas de los sólidos más cercanos a la estrella podrían resultar en la pérdida de sólidos desde dentro hacia fuera. Los apilamientos radiales también se producen en lugares donde los grandes sólidos que se desplazan rápidamente se fragmentan en sólidos de deriva más pequeños y lentos. Por ejemplo, dentro de la línea de congelación, los granos de silicato se liberan como cuerpos helados por sublimación. Este apilamiento también puede aumentar la velocidad local del gas, extendiendo la pila hasta fuera de la línea de hielo, donde se ve reforzada por la difusión hacia el exterior y la recondensación del vapor de agua. El apilamiento, sin embargo, se puede disgregar si los cuerpos helados son muy porosos, lo que ralentiza su desviación radial. Los sólidos helados se pueden concentrar fuera de la línea de hielo debido a la difusión hacia el exterior y a la recondensación del vapor de agua. Los sólidos también se concentran en zonas de alta presión radial, donde la presión alcanza un máximo local. En estas ubicaciones, la deriva radial converge tanto más cerca como más lejos de la estrella. Los cambios de presión radiales están presentes en el borde interno de la zona muerta, y pueden formarse debido a la inestabilidad magnetorotacional. También pueden producirse cambios bruscos de presión debido a la reacción del polvo de la parte posterior en el gas, creando trampas de polvo autoinducidas. La línea de hielo también se ha propuesto como el escenario de un cambio de presión. Sin embargo, esto requiere una transición de viscosidad abrupta. Si la retro-reacción de la concentración de los sólidos aplana el gradiente de presión, los planetesimales formados en una protuberancia de presión pueden ser más pequeños que los previstos en otras ubicaciones. Si se mantiene el gradiente de presión, pueden formarse inestabilidades de flujo en la ubicación de un aumento de presión incluso en discos viscosos con turbulencia significativa. También se forman protuberancias locales en los brazos espirales de un disco de autogravitación masivo de vórtices anticiclónicos. y en La ruptura de los vórtices también podría dejar un anillo de sólidos desde donde también pueden formarse inestabilidades. Los sólidos también pueden concentrarse localmente si los vientos del disco reducen la densidad de la superficie del disco interno, ralentizando o invirtiendo su deriva hacia el interior, o debido a la difusión térmica.
Es más probable que se formen inestabilidades de flujo en regiones del disco en los que: se favorece el crecimiento de sólidos; el gradiente de presión es pequeño; y la turbulencia es baja. Dentro de la línea de hielo, la barrera de rebote puede evitar el crecimiento de rocas de silicatos lo suficientemente grandes como para participar en inestabilidades de flujo. Más allá de la línea de hielo, los puentes de hidrógeno permiten que las partículas de hielo de agua se adhieran a velocidades de colisión más altas, lo que posiblemente posibilite el crecimiento de grandes cuerpos helados altamente porosos a números de Stokes que se aproximan a 1 antes de que su crecimiento se reduzca por la erosión. La condensación de vapor que se difunde hacia afuera de cuerpos helados sublimantes también puede impulsar el crecimiento de cuerpos helados compactos de tamaño decimétrico fuera de la línea de hielo. Un crecimiento similar de cuerpos debido a la recondensación de agua podría ocurrir en una región más amplia luego de un evento de FU Orionis. A mayores distancias, el crecimiento de sólidos podría volver a ser limitado si están recubiertos con una capa de CO2 u otros hielos que reducen las zonas de colisión donde es posible que se produzcan adherencias. Un pequeño gradiente de presión reduce la velocidad de deriva radial, lo que limita la turbulencia generada por las inestabilidades de flujo. A continuación, es necesaria una proporción de sólido a gas más pequeña para suprimir la turbulencia en el plano medio. La turbulencia reducida también permite el crecimiento de sólidos más grandes, al aminorar las velocidades de impacto. Los modelos hidrodinámicos indican que los gradientes de presión más pequeños se localizan cerca de la línea de hielo y en las partes internas del disco. El gradiente de presión también disminuye al final de la evolución del disco, a medida que la tasa de acreción y la temperatura disminuyen. Una fuente importante de turbulencia en el disco protoplanetario es la inestabilidad magnetorotacional. Los impactos de la turbulencia generada por esta inestabilidad podrían limitar las inestabilidades de flujo a la zona muerta, que se estima que se forma cerca del plano medio a 1-20 UA, donde la tasa de ionización es demasiado baja para mantener la inestabilidad magnetorrotatoria.
En el sistema solar interno, la formación de inestabilidades de transmisión requiere una mayor mejora de la relación de sólidos a gases que más allá de la línea de hielo. El crecimiento de partículas de silicato está limitado por la barrera de rebote a ~ 1 mm, aproximadamente del tamaño de los cóndrulos encontrados en los meteoritos. En la zona interna del sistema solar, estas pequeñas partículas presentan números de Stokes del orden de ~ 0.001, lo que implica una relación de sólido a gas integrada verticalmente mayor que 0.04, aproximadamente cuatro veces la del disco de gas global para que se formen inestabilidades de flujo. La concentración requerida puede reducirse a la mitad si las partículas pueden crecer aproximadamente a tamaños centimétricos. Este crecimiento, posiblemente ayudado por bordes polvorientos que absorben impactos, puede ocurrir en un período de 100.000 años si una fracción de las colisiones resulta en adherencia debido a una amplia distribución de las velocidades de colisión. O, si la turbulencia y las velocidades de colisión se reducen dentro de grumos débiles iniciales, puede ocurrir un proceso fuera de control en el que la aglomeración ayude al crecimiento de sólidos, y su incremento de tamaño fortalezca a su vez el proceso de acreción. Un apilamiento radial de sólidos también puede conducir a condiciones que soportan inestabilidades de flujo en un estrecho anillo de aproximadamente 1 UA. Esto requeriría un perfil de disco inicial poco profundo y que el crecimiento de sólidos estuviese limitado por la fragmentación en lugar de rebotar, permitiendo que se formasen sólidos de tamaño centimétrico. El crecimiento de partículas puede limitarse aún más con altas temperaturas, lo que posiblemente conduzca a un límite interno de formación planetesimal donde las temperaturas alcanzan 1000 K.

## Alternativas
En lugar de dirigir activamente su propia concentración, como en las inestabilidades de flujo, los sólidos pueden concentrarse pasivamente en densidades suficientes para que los planetesimales se formen mediante inestabilidades gravitacionales. En una propuesta inicial, el polvo se pudo asentar en el plano medio hasta que se alcanzaran densidades suficientes como para que el disco de fragmentos colapsase en planetesimales por efecto de su gravedad. La diferencia en las velocidades orbitales del polvo y del gas, sin embargo, produciría turbulencias que inhibirían la sedimentación, evitando que se alcanzasen densidades suficientes. Si la relación promedio de polvo a gas se incrementa en un orden de magnitud en un nodo de presión o por la deriva más lenta de pequeñas partículas producidas por la fragmentación de cuerpos más grandes,
 esta turbulencia puede atenuarse, permitiendo la formación de planetesimales.
Los objetos del cinturón de Kuiper clásico frío pueden haberse formado en un disco de baja masa dominado por objetos de tamaño centimétrico o más pequeños. En este modelo, la época del disco de gas termina con objetos del tamaño de un kilómetro, posiblemente formados por inestabilidad gravitatoria, incluidos en un disco de pequeños objetos. El disco permanece dinámicamente frío debido a las colisiones inelásticas entre los objetos del tamaño de un centímetro. Las lentas velocidades de encuentro se traducen en un crecimiento eficiente con una fracción considerable de la masa que termina en los objetos grandes. La fricción dinámica de los cuerpos pequeños también ayudaría a la formación de objetos binarios.
Los planetesimales también pueden formarse a partir de la concentración de cóndrulos entre remolinos en un disco turbulento. En este modelo, las partículas se dividen de manera desigual cuando los grandes remolinos se fragmentan aumentando las concentraciones de algunos grupos. A medida que este proceso cae en cascadas a remolinos más pequeños, una fracción de estos grupos puede alcanzar densidades suficientes para unirse gravitatoriamente y colapsar lentamente en planetesimales. Investigaciones recientes, sin embargo, indican que objetos más grandes como conglomerados de cóndrulos pueden ser necesarios y que las concentraciones producidas desde estos cóndrulos pueden actuar como las semillas de las inestabilidades de flujo.
Las partículas heladas son más propensas a adherirse y resistir la compresión en colisiones que pueden permitir el crecimiento de grandes cuerpos porosos. Si el crecimiento de estos cuerpos es fractal, con su porosidad aumentando a medida que colisionan cuerpos porosos más grandes, sus escalas de tiempo de deriva radial se vuelven más largos, lo que les permite crecer hasta que se comprimen mediante arrastre de gas y auto gravedad, formando planetesimales pequeños. Alternativamente, si la densidad sólida local del disco es suficiente, pueden establecerse en un disco delgado que se fragmenta debido a una inestabilidad gravitatoria, formando planetesimales del tamaño de grandes asteroides, una vez que crecen lo suficiente como para desacoplarse del gas. Un crecimiento fractal similar de los silicatos porosos también puede ser posible si están formados por granos de tamaño nanométrico, generados por la evaporación y recondensación del polvo. Sin embargo, el crecimiento fractal de sólidos altamente porosos puede verse limitado por el llenado de sus núcleos con partículas pequeñas generadas en colisiones debidas a la turbulencia; por erosión a medida que aumenta la velocidad de impacto debido a las velocidades relativas de deriva radial de cuerpos grandes y pequeños; y por sinterización a medida que se acercan a las líneas de hielo, reduciendo su capacidad de absorber colisiones, lo que provoca rebotes o fragmentación durante los choques.
Las colisiones a velocidades que darían como resultado la fragmentación de partículas del mismo tamaño pueden en cambio producir un crecimiento a través de la transferencia de masa desde las partículas pequeñas a las más grandes. Este proceso requiere una población inicial de partículas "afortunadas" que crecieron más que la mayoría de las otras partículas. Estas partículas pueden formarse si las velocidades de colisión tienen una distribución amplia, con una pequeña fracción a velocidades que permiten que los objetos más allá de la barrera de rebote se adhieran. Sin embargo, el crecimiento a través de la transferencia de masa es lento en relación con las escalas de tiempo de deriva radial, aunque puede ocurrir localmente si la deriva radial se detiene localmente en un choque de presión que permita la formación de planetesimales en 100.000 años.
La acreción planetesimal podría reproducir la distribución de tamaños de los asteroides si comenzara con planetesimales de 100 metros. En este modelo, la amortiguación de colisión y el arrastre de gas enfriarían dinámicamente el disco y la curvatura de la distribución de tamaño sería causada por una transición entre regímenes de crecimiento. Esto requiere un bajo nivel de turbulencia en el gas y algún mecanismo para explicar la formación de planetesimales de 100 metros. El aclaramiento dependiente del tamaño de los planetesimales debido al barrido de resonancia secular también podría eliminar cuerpos pequeños, creando una ruptura en la distribución de tamaños de los asteroides. Las resonancias seculares que se desplazan hacia adentro a través del cinturón de asteroides a medida que el disco de gas se disipa excitarían las excentricidades de los planetesimales. A su vez, a medida que sus excentricidades se amortiguasen debido a la fricción del gas y a la interacción de las mareas con el disco, los objetos más grandes y más pequeños se perderían a medida que sus semiejes mayores se redujeran, dejando atrás a los planetesimales de tamaño intermedio.